# Gračac
Gračac (pronunciado /gráchats/; en cirílico serbio, Грачац) es un municipio de Croacia en el condado de Zadar.

## Geografía
Se encuentra a una altitud de 557 m s. n. m. a 213 km de la capital nacional, Zagreb.

## Historia
Gračac fue gobernado por el imperio otomano entre 1527 y 1687 (nominalmente hasta 1699) como parte del Sanjak de Lika del Eyalato de Bosnia, antes de la conquista austriaca. El censo 1712-1714 de Lika y Krbava registró 1711 habitantes, de los cuales 1655 eran ortodoxos serbios, 53 eran bunjevci católicos y 3 eran croatas católicos. A fines del siglo XIX y principios del siglo XX, Gračac formaba parte del Condado de Lika-Krbava del Reino de Croacia-Eslavonia.

## Demografía
En el censo 2011 el total de población del municipio fue de 4 690 habitantes, distribuidos en las siguientes localidades:
- Begluci - 61
- Brotnja-  47
- Bruvno-  92
- Cerovac- 3
- Dabašnica- 3
- Deringaj- 77
- Donja Suvaja- 53
- Drenovac Osredački- 12
- Duboki Dol - 0
- Dugopolje- 20
- Glogovo - 11
- Gornja Suvaja - 36
- Grab - 78
- Gračac, - 3 063
- Gubavčevo Polje - 3
- Kaldrma- 31
- Kijani- 56
- Kom- 34
- Kunovac Kupirovački- 37
- Kupirovo - 46
- Mazin - 47
- Nadvrelo - 1
- Neteka - 87
- Omsica - 12
- Osredci - 42
- Otrić - 15
- Palanka - 19
- Pribudić - 5
- Prljevo - 7
- Rastičevo - 4
- Rudopolje Bruvanjsko - 31
- Srb - 472
- Tiškovac Lički - 15
- Tomingaj - 26
- Velika Popina - 71
- Vučipolje - 1
- Zaklopac - 23
- Zrmanja - 21
- Zrmanja Vrelo - 28

| Gráfica de población de Gračac 1857-2011                            |
|                                                                     |
| Según los censos de población de la oficina estadística de Croacia. |

## Lugares de interés
El nombre de Gračac se deriva del término "gradina", que significa un antiguo castillo abandonado. Cerca de la ciudad se encuentran el lago Štikada y el poljé de Gračac. Las cercanas cuevas de Cerovac están abiertas a los turistas. La ciudad está de camino hacia la región Lika desde el condado de Zadar. Los alrededores ofrecen buenos lugares para la práctica de la caza.